# 섭론종
섭론종(攝論宗)은 중국 불교의 논종(論宗) 중 하나로, 무착(無着)의 《섭대승론(攝代乘論)》을 연구 · 강술하는 학파이다. 실제로는 《섭대승론》과 함께 세친(世親)의 《섭대승론석(攝大乘論釋)》을 연구 · 강술하였다.
섭론종의 개조는 진제(眞諦: 499-569)이다.

## 역사
《섭대승론》과 《섭대승론석(攝大乘論釋)》은 적어도 3회 이상 한역되었는데 섭론종(攝論宗)은 진제(眞諦)의 번역에 바탕을 두었다. 즉 《섭대승론》은 불타선다(佛陀扇多)가 한 번 번역한 일이 있으나, 역(譯)의 난해와 석(釋)이 서로 맞지 아니한 까닭에 유행하지 못하다가 진제(眞諦)가 이를 번역하게 되자 갑자기 일파를 이루게 되었다.
진제(眞諦, 499∼569)는 원명을 파라마르타(Paramartha)라고 하며, 서북 인도의 브라만 출신이었는데 548년 다수의 범어불전(梵語佛典)을 가지고 바다를 건너서 건강(建康)에 상륙하여 양나라 말기 전란의 와중에서 각지로 전전하면서 563년 《섭대승론》 3권, 《섭대승론석》 15권을 번역하고, 《의소(義疏)》 8권을 만들어 인도 유식파(唯識派)의 무착(無着) · 세친(世親)의 학설을 체계화하여 수입 · 소개하였다.
수에서 당 초엽에 걸쳐 화북(華北)에서 유통했으나, 현장(玄奬)의 법상종(法相宗)이 일어나 진제의 유식설(唯識說)이 비판되었기 때문에 급속히 쇠퇴했다.

## 사상적 특징
섭론종은 아뢰야식(阿賴耶識)의 순정(純淨)한 곳을 아마라식(阿摩羅識)이라 칭하고, 제9식(第九識)을 세운 것에 특징이 있다.

## 같이 보기
- 유식설
- 유가행파
- 지론종
- 법상종
- 아뢰야식
- 여래장 사상

## 참고 문헌
- 이 문서에는 다음커뮤니케이션(현 카카오)에서 GFDL 또는 CC-SA 라이선스로 배포한 글로벌 세계대백과사전의 내용을 기초로 작성된 글이 포함되어 있습니다.